# Sudden Lights
Sudden Lights je latvijska indie rock skupina, ustanovljena leta 2012 v Rigi. Skupino sestavljajo vokalist Andrejs Reinis Zitmanis, bobnar Mārtiņš Matīss Zemītis, kitarist Kārlis Matīss Zitmanis in basist Kārlis Vārtiņš.

## Zgodovina
Skupino sta leta 2012 ustanovila Andrejs Reinis Zitmanis in Mārtiņš Matīss Zemītis, ko sta študirala v Rigi. Kasneje sta se jima pridružila Kārlis Matīss Zitmanis in Kārlis Vārtiņš. Leta 2015 so zmagali na  glasbenem tekmovanju First Record (latvijsko Pirmā plate) na Prvi gimnaziji v Rigi.
Dne 22. septembra 2017 so objavili svoj album Priekšpilsētas, ki je sestavljen iz 10 pesmi v latvijščini in angleščini.
Skupina je sodelovala na Supernovi 2018, latvijskem nacionalnem izboru za Pesem Evrovizije 2018, s pesmijo »Just Fine« so se uvrstili na drugo mesto. Leta 2023 se je skupina s singlom »Laternas« uvrstila na drugo mesto na tekmovanju pesmi Latvijas Radio 2 Muzikālā Banka.

### Pesem Evrovizije
Sudden Lights so sodelovali na tekmovanju Supernova 2023 s pesmijo »Aijā«. Skupina je tekmovanju zmagala in s tem pridobila pravico zastopati Latvijo na Pesmi Evrovizije 2023. Nastopili so v prvem in polfinalu in zasedli 11. mesto in se niso uvrstili v finale.

## Diskografija

### Studijski album
| Naslov                         | Podrobnosti o albumu                                                                              |
| ------------------------------ | ------------------------------------------------------------------------------------------------- |
| Priekšpilsētas                 | - Objavljeno: 22. septembra 2017 - Založba: Neodvisno - Formati: CD, digitalni prenos, pretakanje |
| Vislabāk ir tur, kur manis nav | - Objavljeno: 11. oktobra 2019 - Založba: Neodvisno - Formati: CD, digitalni prenos, pretakanje   |
| Miljards vasaru                | - Objavljeno: 13. maja 2022 - Založba: Neodvisno - Formati: CD, LP, digitalni prenos, pretakanje  |

### Pesmi
| Naslov                              | Leto | Album                          |              |      |                |
| ----------------------------------- | ---- | ------------------------------ | ------------ | ---- | -------------- |
| Naslov                              | Leto | Album                          | »Tik savādi« | 2015 | Priekšpilsētas |
| »Priekšpilsētas valsis«             | 2016 |                                |              |      | Priekšpilsētas |
| »Laikmets«                          | 2017 |                                |              |      | Priekšpilsētas |
| »Šajā sētas pusē«                   | 2017 |                                |              |      | Priekšpilsētas |
| »Negribu piezemēties«               | 2018 | Vislabāk ir tur, kur manis nav |              |      |                |
| »Dzīvnieks«                         | 2019 | Vislabāk ir tur, kur manis nav |              |      |                |
| »Izbēgšana«                         | 2019 | Vislabāk ir tur, kur manis nav |              |      |                |
| »Gaisma«                            | 2019 | —                              |              |      |                |
| »Haosā« (skupaj z Astro'n'out)      | 2020 | —                              |              |      |                |
| »Elektriskā gaisma«                 | 2020 | Miljards vasaru                |              |      |                |
| »Klusumi«                           | 2021 | Miljards vasaru                |              |      |                |
| »Aizņem man vietu« (skupaj z Annna) | 2021 | —                              |              |      |                |
| »Siltas vasaras ēnā«                | 2021 | Miljards vasaru                |              |      |                |
| »Laternas«                          | 2022 | Miljards vasaru                |              |      |                |
| »Pasaule trīc« (skupaj z ZeBrene)   | 2022 | —                              |              |      |                |
| »Jasmīns« (skupaj z Zeļģis)         | 2022 | —                              |              |      |                |
| »Aijā«                              | 2023 | —                              |              |      |                |
| »Backwards in Time«                 | 2023 | —                              |              |      |                |
| »Mēs turpināmies«                   | 2023 | —                              |              |      |                |
| »Mūsu mīlestība«                    | 2023 | —                              |              |      |                |
| »Adata un diegs« (skupaj z Gustavo) | 2023 | —                              |              |      |                |
| »Ataust rīts« (skupaj z Aminata)    | 2024 | —                              |              |      |                |
| »Eastern European Dream«            | 2024 | —                              |              |      |                |
| »Nejauši kadri«                     | 2024 | —                              |              |      |                |